# Eudorylas globosus
Eudorylas globosus är en tvåvingeart som beskrevs av Yang och Xu 1998. Eudorylas globosus ingår i släktet Eudorylas och familjen ögonflugor. Inga underarter finns listade i Catalogue of Life.